# Бауте, Карлос
Ка́рлос Робе́рто Ба́уте Химе́нес (исп. Carlos Roberto Baute Jiménez) — венесуэльский певец, телеведущий и актёр. Родился 8 марта 1974 года в Каракасе, и уже в возрасте 13 лет вошёл в состав группы Los Chamos, а с 1994 года начал сольную карьеру.
После выхода синглов «Te Quise Olvidar» и «El Angelito», певец получает известность в Испании и Венесуэле.

## Биография
Певец и актёр родился в семье Альфонса Бауте (Alfonso Baute) и Клары Хименес (Clara Jiménez) в 1974 году. С раннего детства имел предрасположение к актёрскому мастерству и пению.
Подлинную известность принёс альбом «Yo nací para Quererte, internacionalización», выпущенный в 1998 году.
В 2009 году песня «Colgando en tus manos», записанная Карлосом в дуэте с Мартой Санчес, стала большим хитом и в течение 27 недель занимала вершину испанского хит-парада.

## Дискография
- 1994 Orígenes
- 1997 Origenes II Tambores
- 1999 Yo Nací Para Querer
- 2001 Dame De Eso
- 2004 Peligroso
- 2005 Baute
- 2006 Grandes Éxitos
- 2008 De Mi Puño Y Letra
- 2011 Amarte Bien
- 2013 En el buzón de tu corazón
- 2016 Orígenes y tambores
- 2019 De amor y dolor